# Marthamitchelleffect
Het marthamitchelleffect verwijst naar het verschijnsel waarbij iemand wegens een relaas over ware gebeurtenissen van wanen wordt beticht en in het bijzonder het proces waarin een psychiater, psycholoog of andere medische professional de nauwkeurige perceptie van een patiënt van echte gebeurtenissen als waanvoorstellingen bestempelt, wat resulteert in een verkeerde diagnose.

## Beschrijving en voorbeelden
Patiënten kunnen als lijdend aan waanvoorstellingen worden gediagnosticeerd als hun grieven betrekking hebben op gezondheidswerkers en/of zorginstellingen, zelfs als de patiënt geen voorgeschiedenis heeft van waanvoorstellingen. "Een patiënt die arriveert en beweert gewond te zijn geraakt door een andere zorgverlener, wordt beschouwd als een gek persoon die mogelijk de carrière van een onschuldige collega zou kunnen ruïneren."
Voorbeelden van dergelijke situaties zijn:
- Achtervolging door georganiseerde criminelen
- Toezicht door wetshandhavers
- Ontrouw door een partner
- Lichamelijke problemen

## Achtergrond
Psycholoog Brendan Maher noemde in 1988 het effect naar Martha Mitchell (Martha Elizabeth Beall Jennings Mitchell, 1918–1976), de oorspronkelijk uit Arkansas afkomstige vrouw van John Mitchell.
John Mitchell was begin jaren 70 de hoogste openbare aanklager in de Verenigde Staten onder de regering Nixon en de leider van de campagne voor zijn herverkiezing.
In 1970 en 1971 had zijn echtgenote Martha als praatgrage dame herhaaldelijk de aandacht getrokken middels haar boude uitspraken en bemoeienis met de politiek en haar vermeende rol achter de schermen in het Witte Huis (wat haar de reputatie opleverde van "belangrijkste dame in de regering" waarvan ze evenwel geen deel uitmaakte), onder meer met een polemiek in de campagne voor de verkiezing van een rechter voor het Amerikaanse Hooggerechtshof en over de Vietnam-oorlog. In juni 1972 beweerde ze dat functionarissen van het Witte Huis zich bezighielden met illegale activiteiten en zelfs mogelijke afluisterpraktijken. Haar opgewonden misnoegen daarover werd eerst als een lachertje afgedaan, vervolgens toegeschreven aan een "in de war" zijn en uiteindelijk een psychische aandoening, toen zij haar echtgenoot dreigde te verlaten indien hij niet uit de politiek zou stappen. Ze klapte uit de school over verborgen gehouden misstanden tegenover Helen Thomas, politiek verslaggeefster van United Press.
In 1973 zou zij getuigen voor een grand jury die de beschuldigingen in het Watergate-schandaal onderzocht en in mei 1976 overleed zij aan een hartaanval, nadat bij haar tevens beenmergkanker was vastgesteld. Uiteindelijk hebben de feiten van die affaire haar in het gelijk gesteld en haar het label "The Cassandra of Watergate" opgeleverd.
Hoewel is gesteld dat veel van haar aantijgingen onbewezen bleven, zoals haar bewering dat ze ooit zou zijn gedrogeerd en onder bewaking was gesteld om te voorkomen dat ze de nieuwsmedia zou benaderen, gaf James McCord in 1975 toe dat haar relaas waar was. Meer bewijzen dat Martha de waarheid sprak werden gepubliceerd in een nieuwsartikel in november 2017 in het tijdschrift Newsweek.

## Thriller
In 1986 verscheen One Woman Lost, een feministische thriller van de Amerikaanse schrijfsters Abigail McCarthy en Jane Muskie, waarvan het verhaal zou zijn geïnspireerd door de lotgevallen van Martha Mitchell.

## Filmed theater
In oktober 2010 werden door de Britse regisseur Mark Farrell de lotgevallen van Martha Mitchell afgeschilderd in het filmed theater-stuk Martha Mitchell Calling met actrice Annette Miller in de hoofdrol.

### Citaat
- “The men of this administration have forgotten that one person in possession of the truth and willing to talk can bring the whole show to an end” – Eric Sevareid[10]